# Cimetière Notre-Dame d'Ottawa
Le cimetière Notre-Dame d'Ottawa, situé au 455 chemin de Montréal à Ottawa, Ontario, Canada, a ouvert en 1872. Il est le cimetière catholique le plus important à Ottawa. Il est bordé à l'ouest par le quartier francophone Vanier, à l'est par le boulevard St-Laurent et au sud du cimetière Beechwood.
Le cimetière est le lieu du dernier repos de plus de 130 000 personnes et contient les tombes de 115 personnes au service du Commonwealth, 40 personnes de la Première Guerre mondiale et 75 personnes de la Seconde Guerre mondiale guerre.

## Inhumés notables

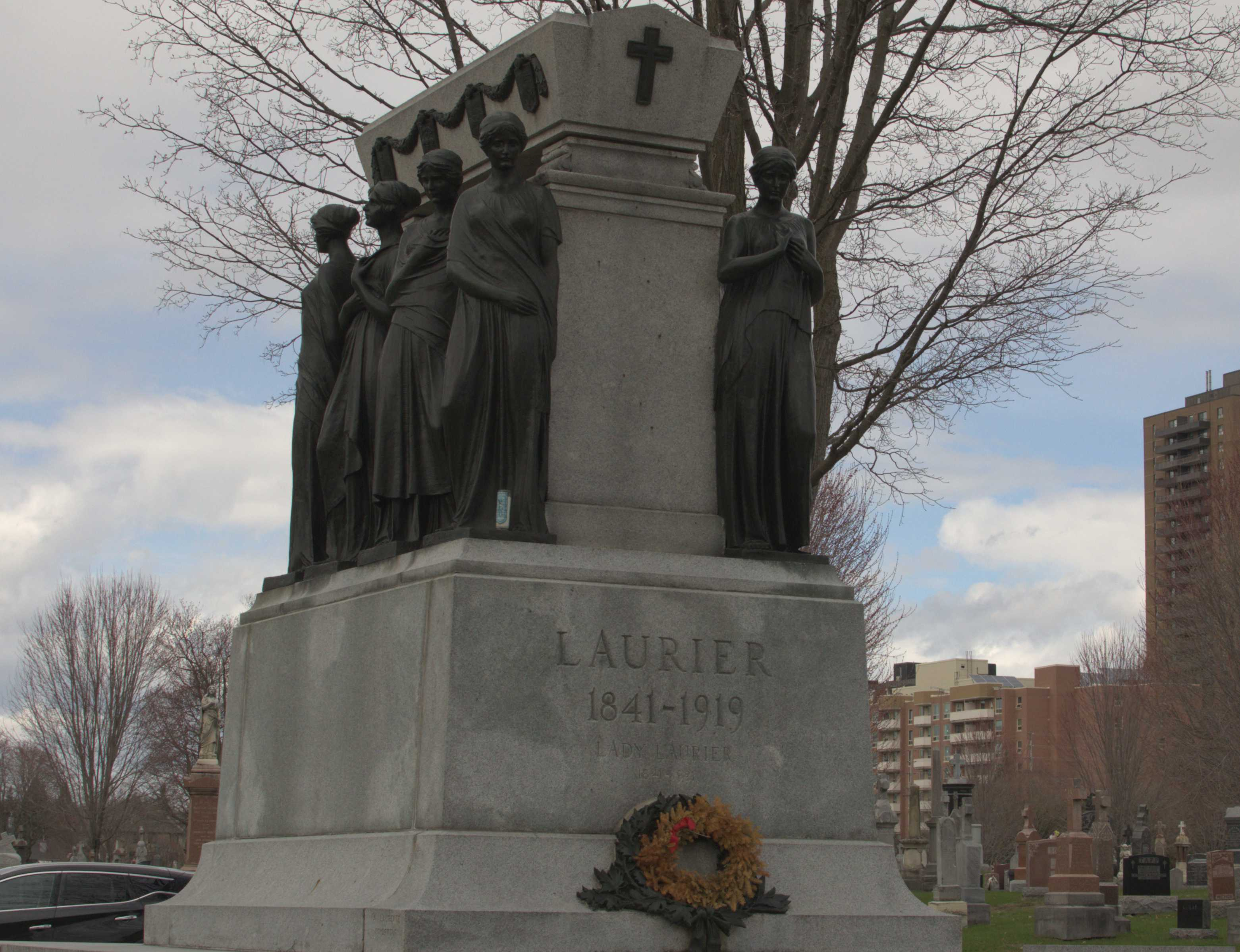
La tombe de Wilfrid Laurier au Cimetière Notre-Dame

- Janis Babson (en) (1950–1961), a attiré l'attention à la transplantation de la cornée comme un moyen de restaurer la vision.
- Champlain Marcil (1920–2010), photographe au quotidien Le Droit.
- Alex Connell (1902-1958), joueur de hockey sur glace admis au Temple de la renommée du hockey.
- Aurel Joliat (1901-1986), joueur de hockey sur glace admis au Temple de la renommée du hockey.
- Yousuf Karsh (1908-2002), photographe portraitiste renommé.
- Filip Konowal (1886-1959), héros de la première Guerre mondiale, décoré de la Croix de Victoria.
- Sir Wilfrid Laurier (1841-1919), Premier ministre du Canada.
- Louis-Félix Pinault (1852-1906), personnalité politique.
- Tommy Smith (1885-1966), joueur de hockey sur glace admis au Temple de la renommée du hockey.
- Benjamin Chee Chee (1944-1977), artiste Ojibwé.